# غرانت جورج
غرانت جورج (Grant George) هو مؤدي أصوات أمريكي ولد في 19 مايو 1971 في واتسونفيل.

## أدواره في الأنمي

### مسلسلات أنمي تلفزيونية
- بليتش - إيزورو كيرا
- كود غياس: لولوش المتمرد - كينتو سوغياما
- كود غياس: لولوش المتمرد R2 - كينتو سوغياما
- عندما تبكي حشرة الليل - كييتشي مايبارا
- ناروتو - يوروي أكادو، ياشيرو أوتشيها
- ناروتو شيبودن - يوروي أكادو، دايميو النار, سويغيتسو
- آيشيلد 21 - تتسوؤو إيشيمارو، أونسوي كونغو
- فيت/ستاي نايت - جلجامش
- فيت/زيرو - لانسر
- ديسغايا - فايرز
- توكو - إيتشيرو هانزانو
- كيكايشي - غين شيشيو
- جنود السايبورغ - رقم 11
- حفيد نوراريهيون - ريكوؤو نورا (اليوكاي)
- حفيد نوراريهيون: عاصمة العفاريت - ريكوؤو نورا (اليوكاي)
- كيه - إيتشيغن ميوا، ريكيو كاماموتو، سوتا ميشينا، أكيرا هيداكا، دايكي فوسي
- كيل لا كيل - أوزو ساناغياما
- من الغد الهادئ - إيتارو شيودومي
- سورد آرت أونلاين II - زيكسيد
- إندماج الديجيمون - دوربيكمون

### أوفا أنمي
- ملفات المنتقمون السرية: الأرملة السوداء والمعاقب - إلاياس ستار

### أفلام انمي
- فيت/ستاي نايت: Unlimited Blade Works - جلجامش

## أدواره في الرسوم المتحركة
- ألتيميت سبايدرمان - هانك بيم/الرجل النملة
- إجتماع المنتقمون - الرجل النملة
- ميراكيلوس: قصص الفتاة الدعسوقة والقط الأسود - كيم/دارك كيوبيد

## أدواره في ألعاب الفيديو
- بيرسونا 3 - شينجيرو أراغاكي، جين, الضابط كوروساوا
- بيرسونا 3 فيس - شينجيرو أراغاكي، جين, الضابط كوروساوا
- بيرسونا 3 بورتبل - شينجيرو أراغاكي، جين, الضابط كوروساوا
- بيرسونا Q شادو أوف ذا لابيرينث - شينجيرو أراغاكي
- ديسيديا: فاينل فانتسي - محارب الضوء
- ديسيديا 012: فاينل فانتسي - محارب الضوء
- دانغانرونبا: تريغر هابي هافوك - ليون كواتا
- دانغانرونبا V3: كيلينغ هارموني - شويتشي سايهارا
- ناروتو شيبودن: كيزونا درايف - سويغيتسو
- ناروتو شيبودن: ألتيميت نينجا ستورم ريفولوشن - سويغيتسو
- ناروتو شيبودن: ألتيميت نينجا ستورم 4 - سويغيتسو
- سلسلة ألعاب بليزبلو
  - بليزبلو كرونو فانتازما - كاغورا موتسوكي

## وصلات خارجية
- غرانت جورج على موقع IMDb (الإنجليزية)
- غرانت جورج على موقع قاعدة بيانات الفيلم (الإنجليزية)
- غرانت جورج على موقع ANN person (الإنجليزية)